# Elaeodendron schweinfurthianum
Elaeodendron schweinfurthianum är en benvedsväxtart som först beskrevs av Ludwig Eduard Theodor Loesener, och fick sitt nu gällande namn av Ludwig Eduard Theodor Loesener. Elaeodendron schweinfurthianum ingår i släktet Elaeodendron och familjen Celastraceae. Inga underarter finns listade.